# Font monoespaiada
Una font monoespaiada o lletra tipogràfica monoespaiada, també anomenada lletra tipogràfica d'amplada fixa o no proporcional, és una lletra tipogràfica on les lletres i caràcters ocupen cadascun la mateixa quantitat d'espai horitzontal. Això contrasta amb la lletra tipogràfica d'amplada variable, on tenen amplades diferents.
Les lletres tipogràfiques monoespaiades són habituals en les màquines d'escriure i per a la composició de codi informàtic.